# Acorrentados
Acorrentados é uma telenovela brasileira co-produzida e exibida pela RecordTV em São Paulo e pela TV Rio no Rio de Janeiro entre Janeiro e Maio de 1969, às 18h30, substituindo Ana e sendo substituída por Seu Único Pecado. Escrita por Janete Clair e dirigida por Daniel Filho. Foi escrita às escondidas por Janete, que na época era contratada da TV Globo, mas queria ajudar Daniel em seu início como diretor.
Conta com Leila Diniz, Leonardo Villar, Dina Sfat, Geny Prado, Paulo Gonçalves, Betty Faria, Yara Cortes e Renato Master nos papéis principais.
Daniel Filho comentou em seu livro "Antes que me Esqueçam: “As condições de trabalho eram no mínimo terríveis. (…) No Rio, a novela dava uma audiência que podíamos classificar de nenhuma. Em São Paulo, menos ainda… Era inacreditável: um elenco ótimo, uma história razoável e a maestria da Janete Clair (ainda que por baixo do pano).”
A novela não teve um final. A TV Rio começou a atrasar os pagamentos, alguns atores abandonaram as gravações e Daniel Filho foi recontratado pela Globo.

## Enredo
Na Jamaica, o guerrilheiro Rodrigo busca refúgio em um convento onde violenta a irmã Amparo de Fátima, que grávida, é expulsa e passa a desenvolver uma relação de amor e ódio com seu algoz.

## Elenco
| Ator/Atriz       | Personagem            |
| ---------------- | --------------------- |
| Leila Diniz      | Irmã Amparo de Fátima |
| Leonardo Villar  | Rodrigo Guimarães     |
| Dina Sfat        | Isabel Almeida        |
| Geny Prado       | Helena Almeida        |
| Paulo Gonçalves  | Frederico Almeida     |
| Betty Faria      | Sônia Tamboré         |
| Yara Cortes      | Mônica Tamboré        |
| Renato Master    | Capitão Blasco Ibañez |
| Oswaldo Loureiro | William               |
| Monah Delacy     | Madre Superiora Alda  |
| Léa Garcia       | Irmã Serafina         |
| Ivone Hoffman    | Irmã Lúcia            |
| Gessy Fonseca    | Irmã Ana              |
| Ênio Carvalho    | Soldado Pedro         |
| Jardel Mello     | Soldado Álvaro        |
| Sérgio Galvão    | Soldado Henry         |
| Adalberto Silva  | Santiago              |
| Diléia Coelho    | Regina                |